# Tal Ben Ari (Tula)
Tal Ben Ari (Tula) (Tel-Aviv, 1983 –) izraeli énekesnő, dalszerző; a Playing for Change Band egyik állandó énekese. Spanyolul, héberül, ladino nyelven
és arabul is énekel.

## Pályakép
Hétéves volt, amikor ének, zongora és tánc tanulmányokba kezdett. A zene iránti érdeklődése a jazz, a soul és a mediterrán népzene felé terelte. Kezdetben kórusban énekelt. Diplomát a Hebrew University of Jerusalem -en szerzett.
Barcelonában különböző zenei csoportokhoz csatlakozott. Első önálló lemeze 2013-ban jelent meg Set Me Free címmel. Tula részt vesz a Playing for Change nemzetközi projektben, több millió megtekintéssel a YouTube-on.
Tula bejárta a világot, és fellépett a legrangosabb színpadokon és fesztiválokon. A PFC-vel két Grammy-díjat is nyert Brazíliában. Barcelonában él.
2021-es albumát a COVID miatt csak héberül vette fel.

## Albumok
- Sheela
- Hesperia
- Tal Ben Ari
- Gema 4- For a New Dream